# 灣仔大樓
灣仔大樓（英語：Wanchai House），是香港島灣仔區內的一幢商住大樓，位於灣仔道40-54號，建於1959年（66年樓齡） 。

## 建築
- 樓高：8層
- 建成：1959年
- 畫則：葉衍芳[3]
- 建築：再發建築[4]
- 類型：綜合用途建築物
- 用途：工業、商業和住宅
- 轉角：多邊轉角，屬街角樓
- 風格：20世紀初的現代主義

## 鄰近
- 振安押
- 灣仔道
- 太和街
- 三角街
- 大有廣場
- 莊士敦道
- 美華大廈
- 中匯大樓
- 新灣仔街市
- 太和街遊樂場

## 外部連結
- 市區重建局復修個案分享：灣仔大樓[]